# NGC 117
NGC 117 (ook wel PGC 1674, MCG 0-2-29 of ZWG 383.15) is een spiraalvormig sterrenstelsel in het sterrenbeeld Walvis.
NGC 117 werd op 13 september 1863 ontdekt door de Duits astronoom Albert Marth.